# Poção de Pedras
Poção de Pedras là một đô thị thuộc bang Maranhão, Brasil. Đô thị này có diện tích 655,179 km², dân số năm 2007 là 15679 người, mật độ 23,93 người/km².